# Alexandra Dulgheru

Alexandra Dulgheru es una tenista profesional rumana nacida en Bucarest (Rumanía) el 30 de mayo de 1989.

## Títulos WTA (2; 2+0)

### Individuales (2)
| Leyenda                    |
| -------------------------- |
| Grand Slam (0)             |
| Juegos Olímpicos (0)       |
| WTA Tour Championships (0) |
| Premier Mandatory (0)      |
| Premier 5 (0)              |
| Premier (2)                |
| Internacional (0)          |

| #  | Fecha              | Torneo   | Superficie    | Oponente en final | Resultado        |
| -- | ------------------ | -------- | ------------- | ----------------- | ---------------- |
| 1. | 24 de mayo de 2009 | Varsovia | Tierra batida | Alona Bondarenko  | 7-6(3), 3-6, 6-0 |
| 2. | 22 de mayo de 2010 | Varsovia | Tierra batida | Jie Zheng         | 6-3, 6-4         |

#### Finalista en individuales (1)
| #  | Fecha              | Torneo       | Superficie | Oponente en final  | Resultado     |
| -- | ------------------ | ------------ | ---------- | ------------------ | ------------- |
| 1. | 8 de marzo de 2015 | Kuala Lumpur | Dura       | Caroline Wozniacki | 6-4, 2-6, 1-6 |

### Dobles (0)
| Leyenda                    |
| -------------------------- |
| Grand Slam (0)             |
| Juegos Olímpicos (0)       |
| WTA Tour Championships (0) |
| Premier Mandatory (0)      |
| Premier 5 (0)              |
| Premier (0)                |
| Internacional (0)          |

#### Finalista en dobles (1)
| N.º | Fecha               | Torneo | Superficie    | Pareja          | Oponentes en la final          | Resultado |
| --- | ------------------- | ------ | ------------- | --------------- | ------------------------------ | --------- |
| 1.  | 21 de julio de 2013 | Bastad | Tierra batida | Flavia Pennetta | Anabel Medina Klara Zakopalova | 1-6, 4-6  |

#### Clasificación en torneos del Grand Slam
| Torneo                 | 2006 | 2007 | 2008 | 2009 | 2010 | 2011 | 2012 | 2013 | 2014 | 2015 | Títulos |
| ---------------------- | ---- | ---- | ---- | ---- | ---- | ---- | ---- | ---- | ---- | ---- | ------- |
| Abierto de Australia   | -    | -    | -    | -    | 1R   | 1R   | 1R   | -    | -    | 1R   | 0       |
| Roland Garros          | -    | -    | -    | -    | 3R   | 2R   | -    | -    | -    | 2R   | 0       |
| Wimbledon              | -    | -    | -    | -    | 3R   | 2R   | -    | -    | -    | 1R   | 0       |
| Abierto de EE. UU.     | -    | -    | -    | 1R   | 3R   | 2R   | -    | 2R   | 2R   |      | 0       |
| WTA Tour Championships | -    | -    | -    | -    | -    | -    | -    | -    | -    |      | 0       |